# Christ-Erlöser-Kathedrale (Banja Luka)

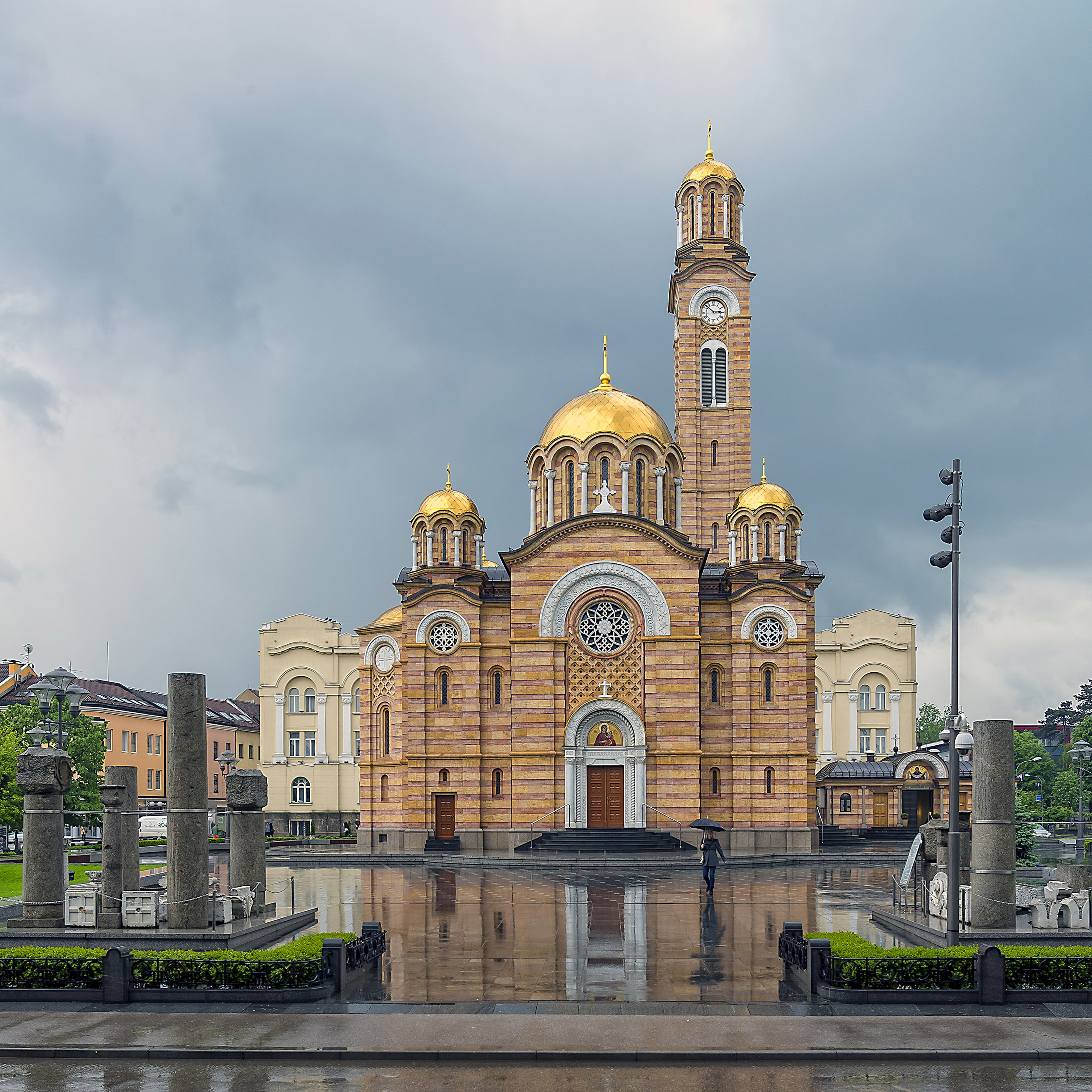
Die Christ-Erlöser-Kathedrale, dahinter das Rathaus

Die Christ-Erlöser-Kathedrale (serbisches-kyrillisch: Саборни храм Христа Спаситеља / Saborni hram Hrista Spasitelja) ist die serbisch-orthodoxe Kathedrale der zweitgrößten Stadt Bosniens und Herzegowinas, Banja Luka. Die Kathedrale steht im Stadtzentrum unweit vom Rathaus entfernt.
Die Christ-Erlöser-Kathedrale wurde von 1993 bis 2004 originalgetreu wieder aufgebaut, nachdem im Zweiten Weltkrieg die Serbisch-orthodoxe Dreifaltigkeitskathedrale, die hier vorher stand,  von den kroatischen Ustaša-Faschisten zerstört worden war. 
Sie ist die Kathedrale der Eparchie Banja Luka und der Sitz des Dekanats Banja Luka, sowie der zu ihr gehörigen Pfarreien I bis VI im Dekanat Banja Luka der Serbisch-Orthodoxen Kirche und ist Jesus Christus, dem Erlöser geweiht.

## Geschichte
Mit der Gründung der Metropolie Banja Luka-Bihać und Banja Luka als Sitz des Metropoliten wurde der Wunsch der dortigen Serben nochmals geweckt, ihre baufällige alte Kirche durch eine neue monumental-prächtige Kathedrale zu ersetzen. Diese sollte der Heiligen Dreifaltigkeit geweiht werden.
1912 wurde aus diesem Grund ein Ausschuss gegründet, der sich um die Verwirklichung des Traumes der ansässigen Serben kümmern sollte, doch das Ausbrechen der Balkankriege verhinderte einen baldigen Baubeginn. Der Ausbruch des Ersten Weltkriegs 1914  brachte großes Leid über die Serben Bosniens und der Herzegowina, vor allem auch in Banja Luka.

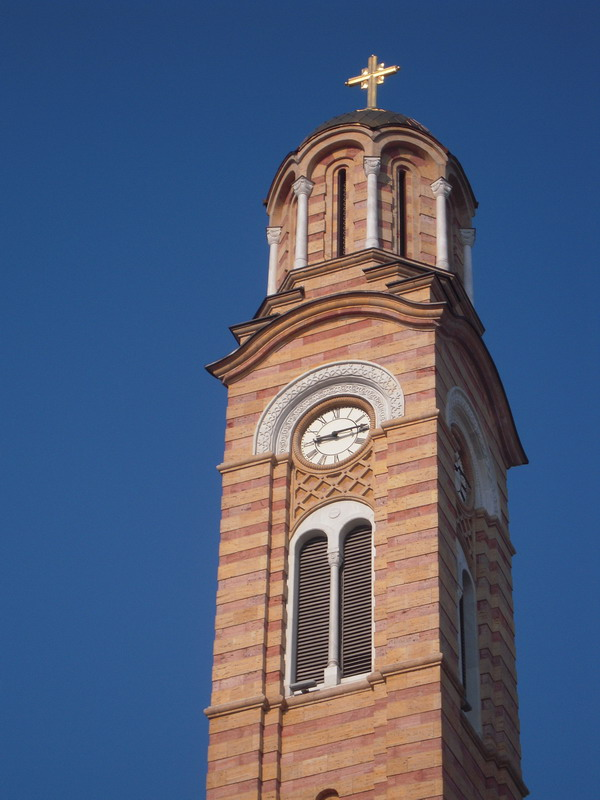
Oberer Teil des Kirchturms

Erst am 13. Juni 1921, auf einer außerordentlichen Sitzung der Serbisch-orthodoxen Kirchgemeinde Banja Lukas, wurde die Frage zur Erbauung der Kathedrale wieder offiziell gestellt und aufgegriffen. 
Ursprünglich sollte die Kathedrale auf dem Gelände der alten Kirche der Herabkunft des Heiligen Geistes auf die Aposteln beim heutigen Kino „Kozara“ erbaut werden. Im letzten Moment wurde die Idee verworfen. Und der Vorschlag des Priesters Dušan Mačkić wurde angenommen, das Bauland gegenüber dem heutigen Hotel „Balkan“ zu kaufen. 
Am 27. September 1925 bei Sonnenschein wurde das Baugelände letztmals kontrolliert und dies gilt als erster Tag des Baubeginns der Kathedrale, auch wenn durch den Regen in den darauffolgenden Tagen die Arbeiten erst am 30. September 1925 begonnen werden konnten. Am 5. Oktober 1925 wurden die Fundamente der Kathedrale vom damaligen Metropoliten der Metropolie Banja Luka-Bihać, Vasilije (Popović) feierlich eingeweiht.
Es stellte sich die Frage, ob man das monumentale Gotteshaus im vereinbarten Zeitraum von 600 Tagen fertigstellen könne. Tatsächlich wurde die Kathedrale schon vor Ablauf der Baufrist fertiggestellt. Während der Bauarbeiten stellte sich heraus, dass zum Bauabschluss drei Millionen damalige Dinar fehlen würden, und man suchte nach Geldspendern. Die Kirchgemeinde ersuchte Hilfe beim damaligen jugoslawischen König Alexander, der bereitwillig half. Aber auch dies genügte nicht und die Kirchgemeinde schickte Đorđe Bajić nach Amerika, um bei den dort lebenden Serben um Geldspenden zu bitten.  
Der Bau auf dem freien Gelände, neben dem zukünftigen Rathaus der Stadt am Car-Dušan-Platz sollte die feste Einheit der Serbisch-orthodoxen Kirche mit dem damaligen Staat repräsentieren. 
Das Innere der Dreifaltigkeitskathedrale wurde nach Plänen von Grigorije Samojlov dekoriert und gestaltet. Die Arbeiten an der Ikonostase und das Verschönern des Kircheninnenraums übernahmen: Jovan Bijelić, Veljko Stanojević, Svetislav Stral, Jaroslav Kratina und Petar Suhačev. 
Die Dreifaltigkeitskathedrale wurde von 1925 bis 1929 erbaut und an Christi Himmelfahrt (Спасовдан/Spasovdan) 1939 feierlich geweiht. Der Bau der Kathedrale war das erste große Bauprojekt der Stadt nach dem Ersten Weltkrieg. 
Im Zweiten Weltkrieg, bei der Bombardierung von Banja Luka am 12. April 1941 durch die deutsche Luftwaffe wurde durch ein Flugzeug die Kathedrale vor allem in der Apsis des Altars schwer zerstört. 
Nach dem raschen Sieg der Achsenmächte über das Königreich Jugoslawien im April 1941, wurde auf dem Gebiet von Kroatien, Bosnien und Herzegowina und Teilen von Serbien (Srem) der Unabhängige Staat Kroatien, ein Vasallenstaat des NS-Regimes, gegründet. Die herrschenden römisch-katholischen Ustaša unter Ante Pavelić verfolgten Juden, Sinti und Roma, Kommunisten, aber vor allem Serben und deren Serbisch-orthodoxe Kirche.
Im Mai 1941 wurde die in Mitleidenschaft gezogene Dreifaltigkeitskathedrale von der Ustaša-Regierung als Ruine deklariert, und die serbische und jüdische Bevölkerung von Banja Luka wurde gezwungen, die Kathedrale Stein für Stein zu zerstören und abzutragen. Ebenfalls in diesen Tagen wurde die Serbisch-orthodoxe Kirche des Heiligen Großmärtyrers Georg im Stadtteil Petrićevac zerstört. 
Auf Befehl der Ustaša-Regierung wurde am 5. Mai 1941 der orthodoxe Bischof von Banja Luka, Platon (Jovanović), festgenommen und in den Stadtteil Vrbanja verschleppt, wo er als Märtyrer verstarb. 
Nach dem Ende des Zweiten Weltkriegs und ein halbes Jahrhundert später waren viele der zerstörten historische Gebäude der Stadt neu erbaut worden, für die Dreifaltigkeitskathedrale gab es jedoch keine Baugenehmigung. 

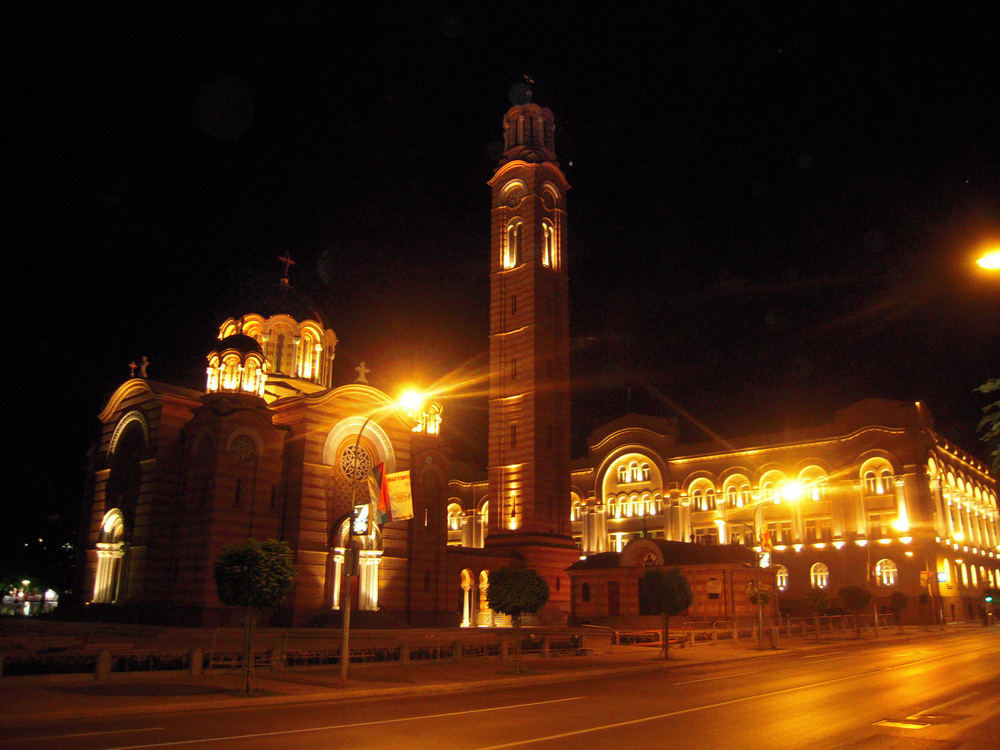
Die Christ-Erlöser-Kathedrale bei Nacht

Auf dem ehemaligen Kathedralengelände wurde ein Denkmal für die gefallenen jugoslawischen Partisanen errichtet. Anfang der 1990er-Jahre wurde der Serbisch-orthodoxen Kirchengemeinde von Banja Luka die Bauerlaubnis erteilt. Das Partisanendenkmal wurde in die unmittelbare Kirchennachbarschaft auf das Plateau des Hotels „Bosna“ verlegt und steht heute noch unter Verwaltung der orthodoxen Kirche.
1992 wurden die ersten Vorbereitungen zum Bau der Christ-Erlöser-Kathedrale getroffen. 1993 begannen die Bauarbeiten, als das Fundament gesegnet wurde. Diese feierliche Segnung des Fundaments wurde persönlich von seiner Heiligkeit, dem damaligen serbischen Patriarchen Pavle, im Beisein aller wichtigen Kirchenmänner der Serbisch-orthodoxen Kirche begangen. 
Die ehemalige Dreifaltigkeitskathedrale wurde unter dem Namen Christ-Erlöser-Kathedrale neu geweiht, denn von 1963 bis 1969 im kommunistischen Jugoslawien, wurde in Banja Luka eine neue Kirche errichtet, die der Hl. Dreifaltigkeit geweiht wurde. Diese neue Dreifaltigkeitskirche sollte die Erinnerung an die alte Dreifaltigkeitskathedrale erhalten, da die orthodoxen Serben einen Neubau der Kathedrale für unmöglich hielten.
Am 9. Januar 2012, zum 20. Jahrestag der ersten Vorbereitungen zum Wiederaufbau der Kathedrale und am Patronatsfest (Slava) der Republika Srpska,  hielt seine Heiligkeit, Patriarch Irinej,  persönlich die göttliche Liturgie.

## Architektur

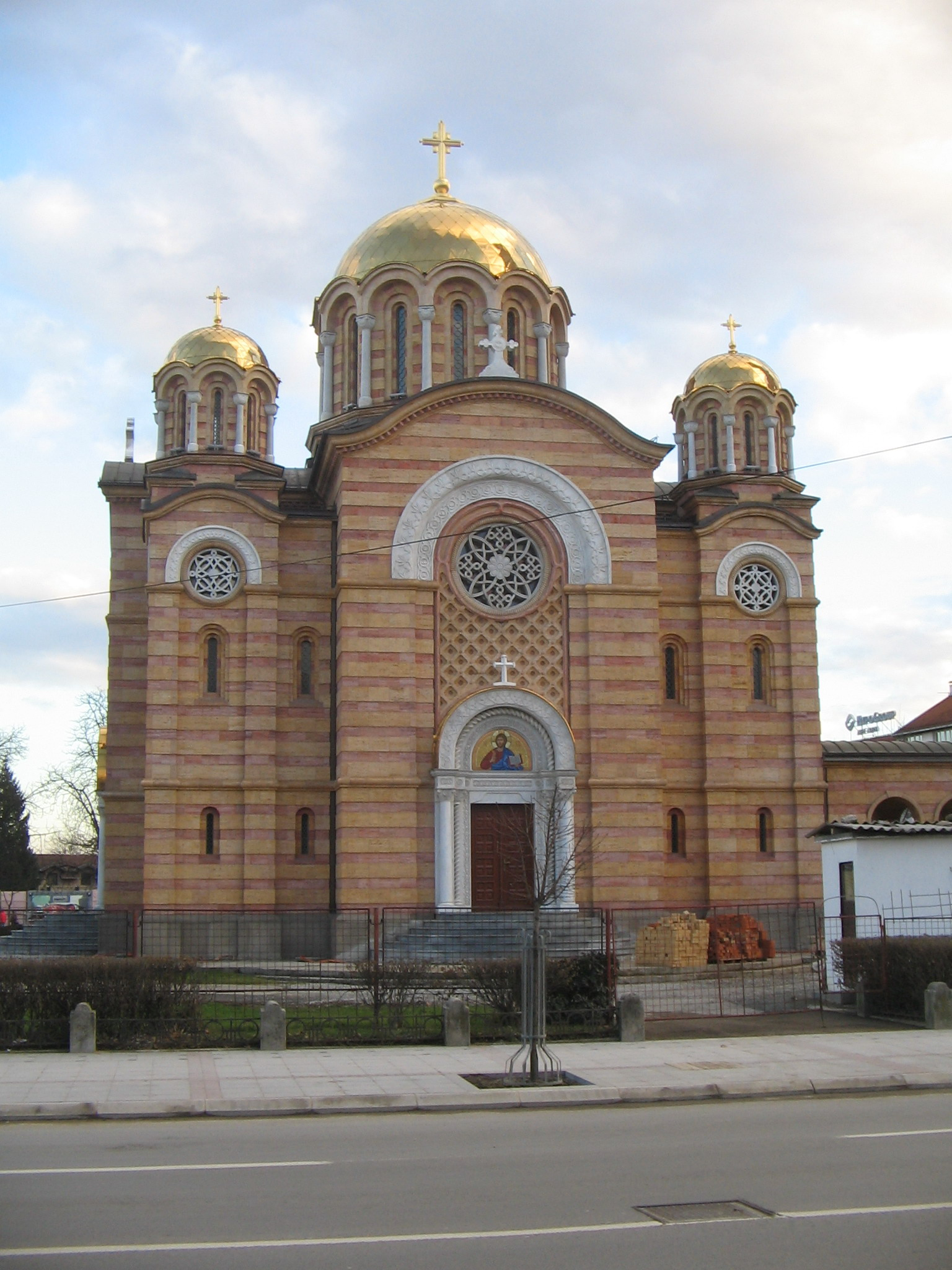
Christ-Erlöser-Kathedrale

Das Projekt zum Bau der Dreifaltigkeitskathedrale und der heutigen Christ-Erlöser-Kathedrale stammt von bekannten Belgrader Architekten Dušan Živanović (1853–1937). 
Der Grundriss der Dreifaltigkeitskathedrale ist ein Griechisches Kreuz, mit einer dominanten zentralen Kuppel in der Kirchenmitte und vier kleineren Kuppel an den jeweiligen Seiten der Kirch, die getrennt sind von der Kirchenmitte. Der Kirchturm wurde an der südöstlichen Seite gebaut und ist mit der Kathedrale durch einen Arkadengang verbunden. Eingänge gibt es im Westen und an den Seiten der Kathedrale. Der Altar und die Apsis stehen traditionell im Osten. Die Christ-Erlöser-Kathedrale ist aufwendig mit dekorativen Elementen Außen sowie Innen geschmückt.  
Die Kathedrale ist im traditionellen Serbisch-byzantinischen Stil erbaut, der vor allem am Ende des 19. Jahrhunderts bis zu den 1930er-Jahren die serbische Architektur bestimmt.
Die Kathedrale wurde aus rotem und gelben Süßwasserkalkstein (Travertin) aus Mesopotamien errichtet. Sie ist das erste Gotteshaus in Europa, das mit diesem Baumaterial errichtet wurde. Auch Marmorelemente gehören zur Dekoration der Kathedralenfassade. Die 10 Säulen (6 große und 4 kleine) im Kircheninneren sind aus Granit der aus Sardinien stammt. Die Glocken der Kathedrale stammen, wie bei der Dreifaltigskathedrale aus Innsbruck und die schwerste wiegt 3200 Tonnen. 
Die Christ-Erlöser-Kathedrale wurde aus einer dreisichtigen Wand erbaut, bestehend aus Stein, Bauverstärkern und Beton. Die Dachplatten der fünf Kuppeln (stehen für: Christus und die vier Evangelisten) wurden aus hochwertigem rostfreiem Stahl aus Sibirien gefertigt und mit Gold vergoldet, ähnlich wie bei der Alexander-Newski-Kathedrale in Sofia (Bulgarien).

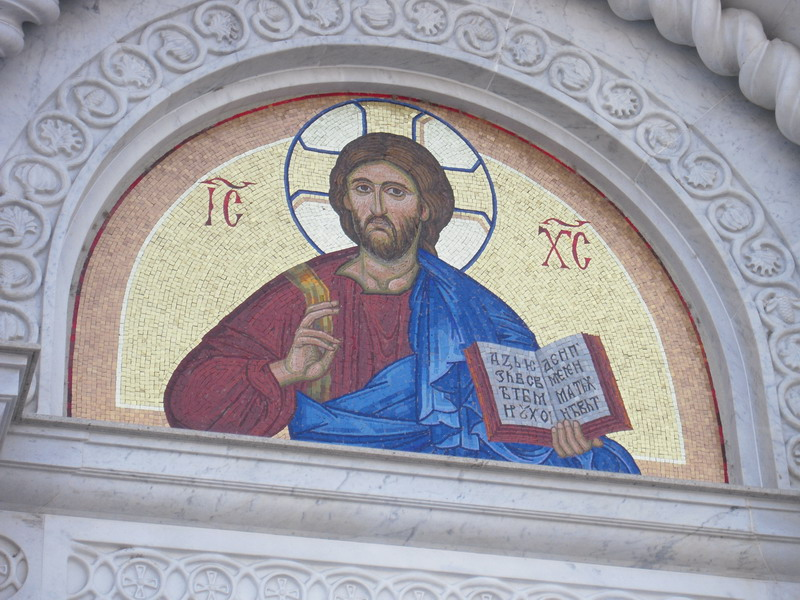
Christus-Mosaik am Eingang der Kathedrale

Die Außen- und Innenarbeiten an der Kathedrale wurden am 26. September 2004 mit der ersten heilige Liturgie nach über 60 Jahren in der Christ-Erlöser-Kathedrale beendet. Die erste Liturgie wurde von acht Erzbischöfen und Bischöfen, vielen hundert Priestern und Diakonen aus der ganzen Eparchie von Banja Luka sowie zehntausenden Gläubigen abgehalten.
Die heutige Christ-Erlöser-Kathedrale ist ein originalgetreuer Nachbau der Dreifaltigkeitskathedrale vor 1941 und ist das höchste Gotteshaus von Banja Luka. An Christi Himmelfahrt 2009 wurde die Christ-Erlöser-Kathedrale nochmals vom Erzbischof (Eparch) Jefrem von Banja Luka eingeweiht. 
Die Kathedrale besitzt für orthodoxe Kirchengebäude typisch eine Ikonostase mit Ikonen. Da die Arbeiten am Inneren der Kathedrale noch nicht völlig zu Ende gebracht sind, wird zurzeit das Innere mit byzantinischen Fresken ausgemalt. 
Die Dimensionen der Christ-Erlöser-Kathedrale betragen: 22,10 m Länge × 19,50 m Breite. Der Kirchturm ist 44 m hoch ohne das Kreuz auf ihm und mit dem Kreuz 47 m. Und die Hauptkuppel mit einem Durchmesser von 6 m ist 22,7 m hoch. Im Inneren finden zwischen 800 und 1000 Gläubige Platz.

## Galerie

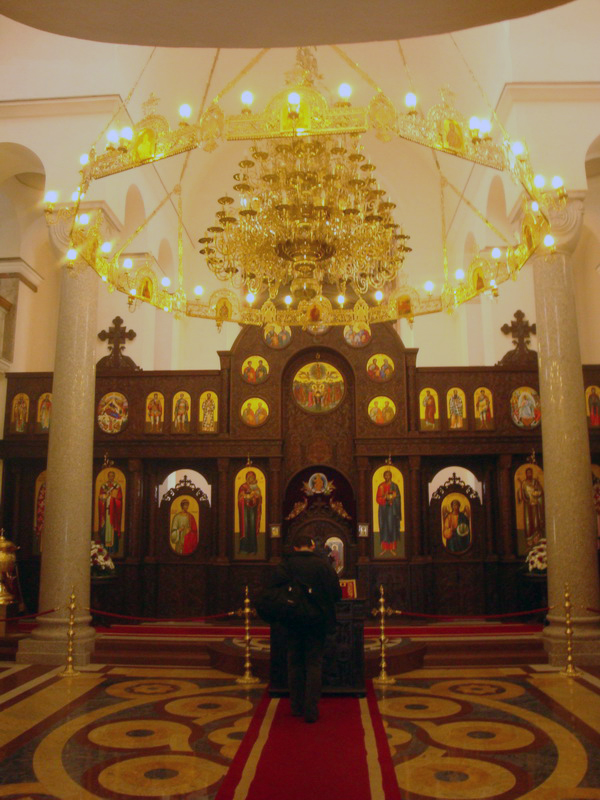
Blick auf die Ikonostase
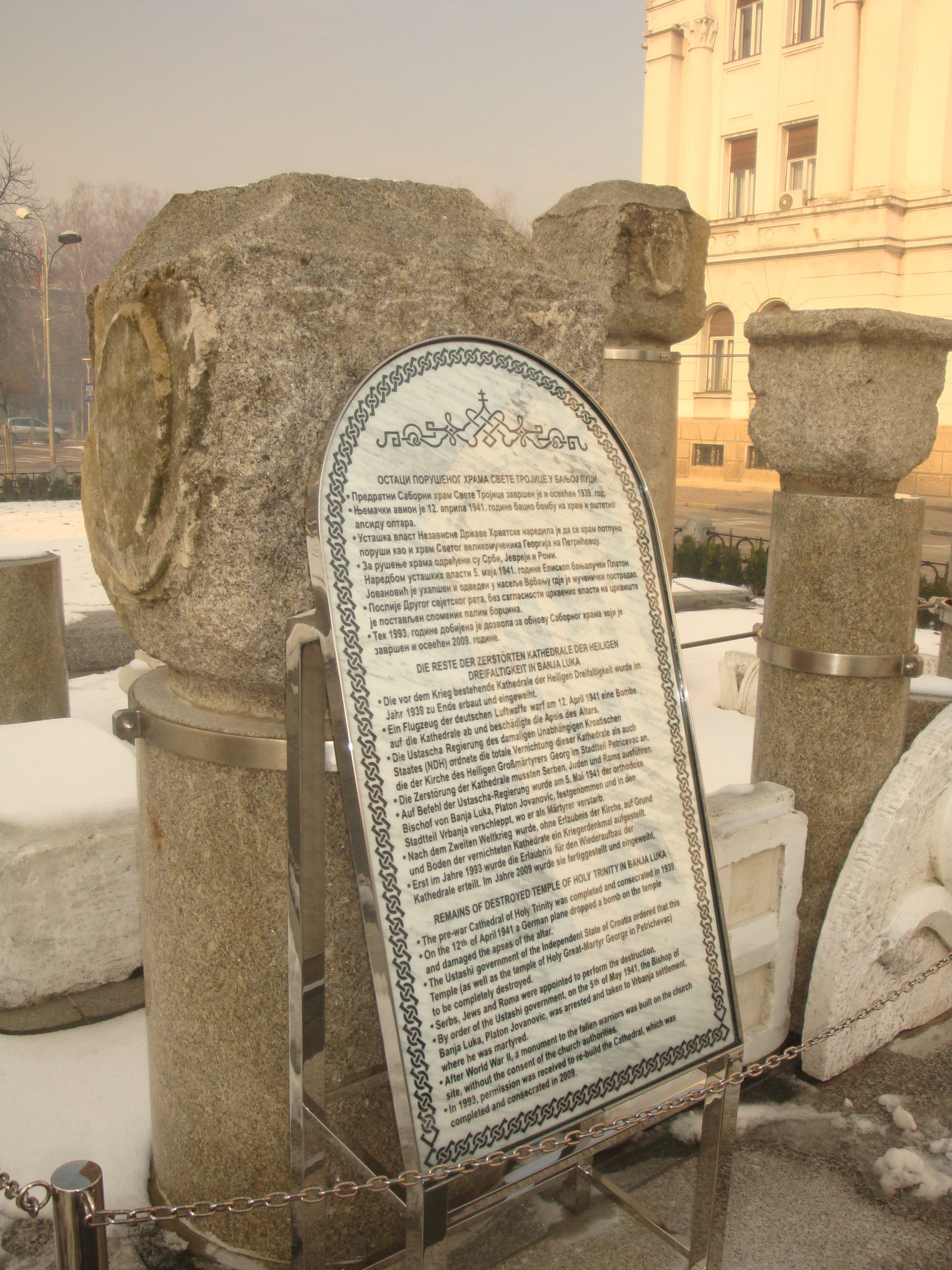
Trümmerreste der alten Dreifaltigkeitskirche
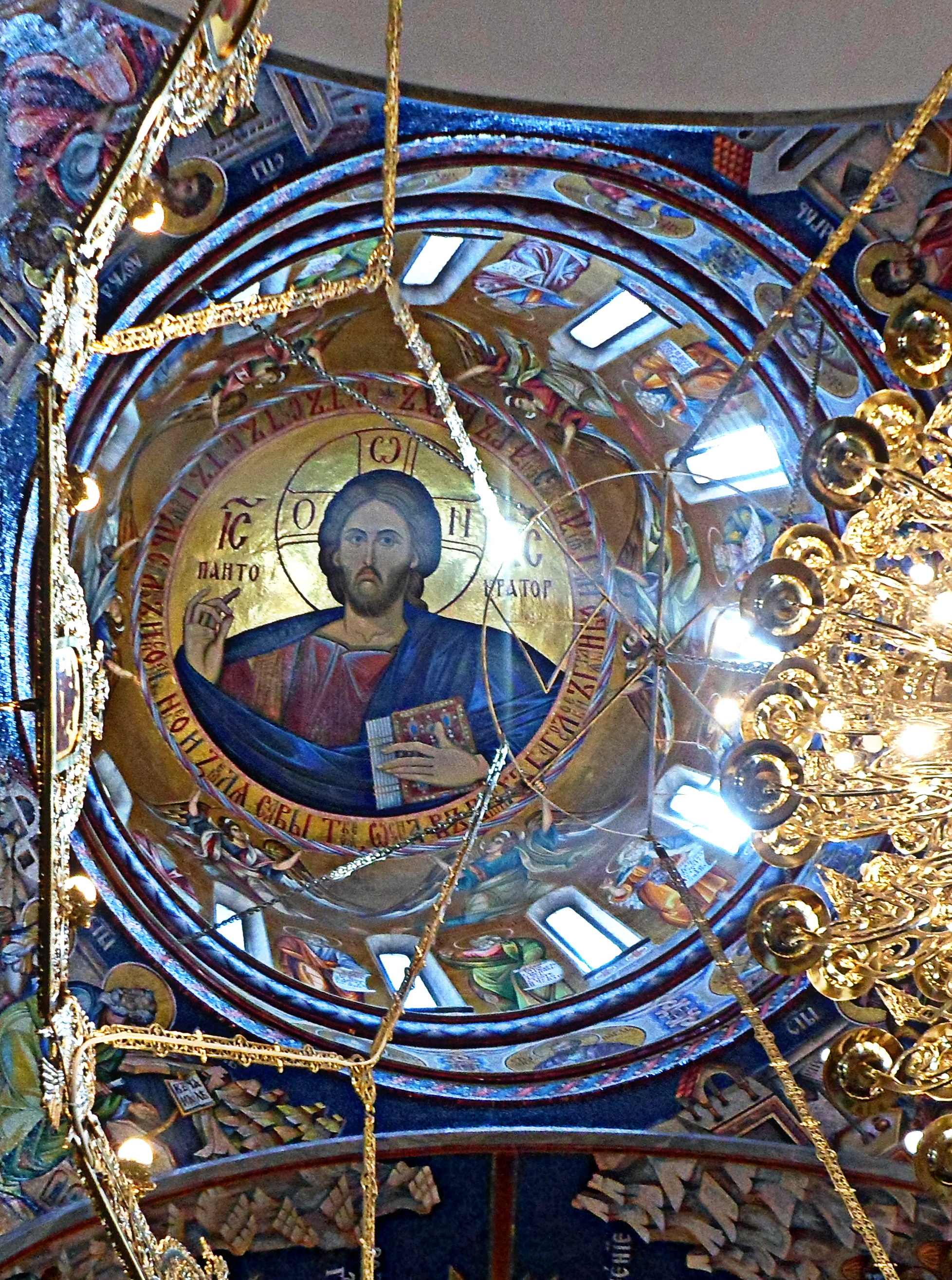
Christus Pantokrator, Fresko
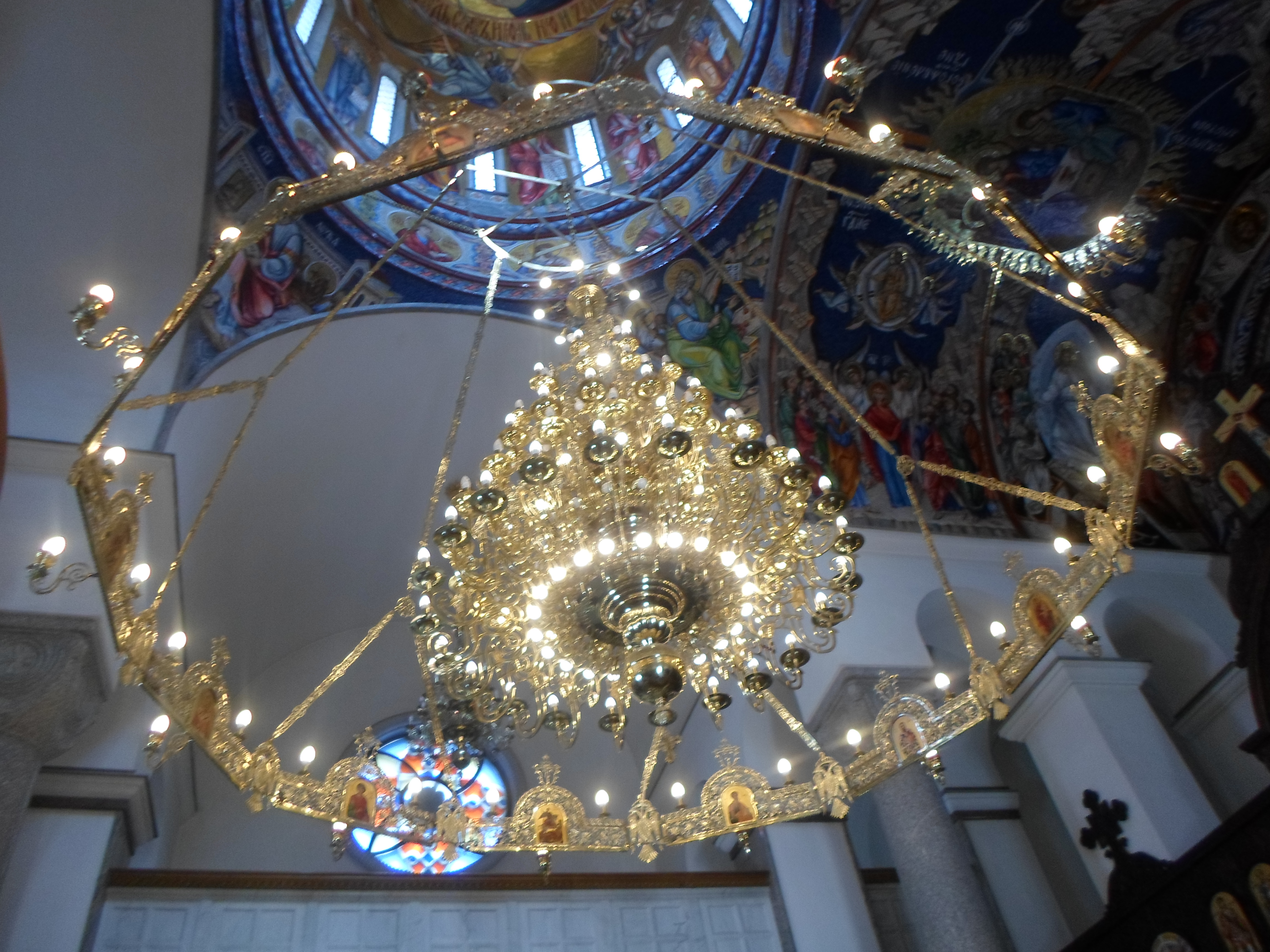
Kronleuchter in der Kathedrale
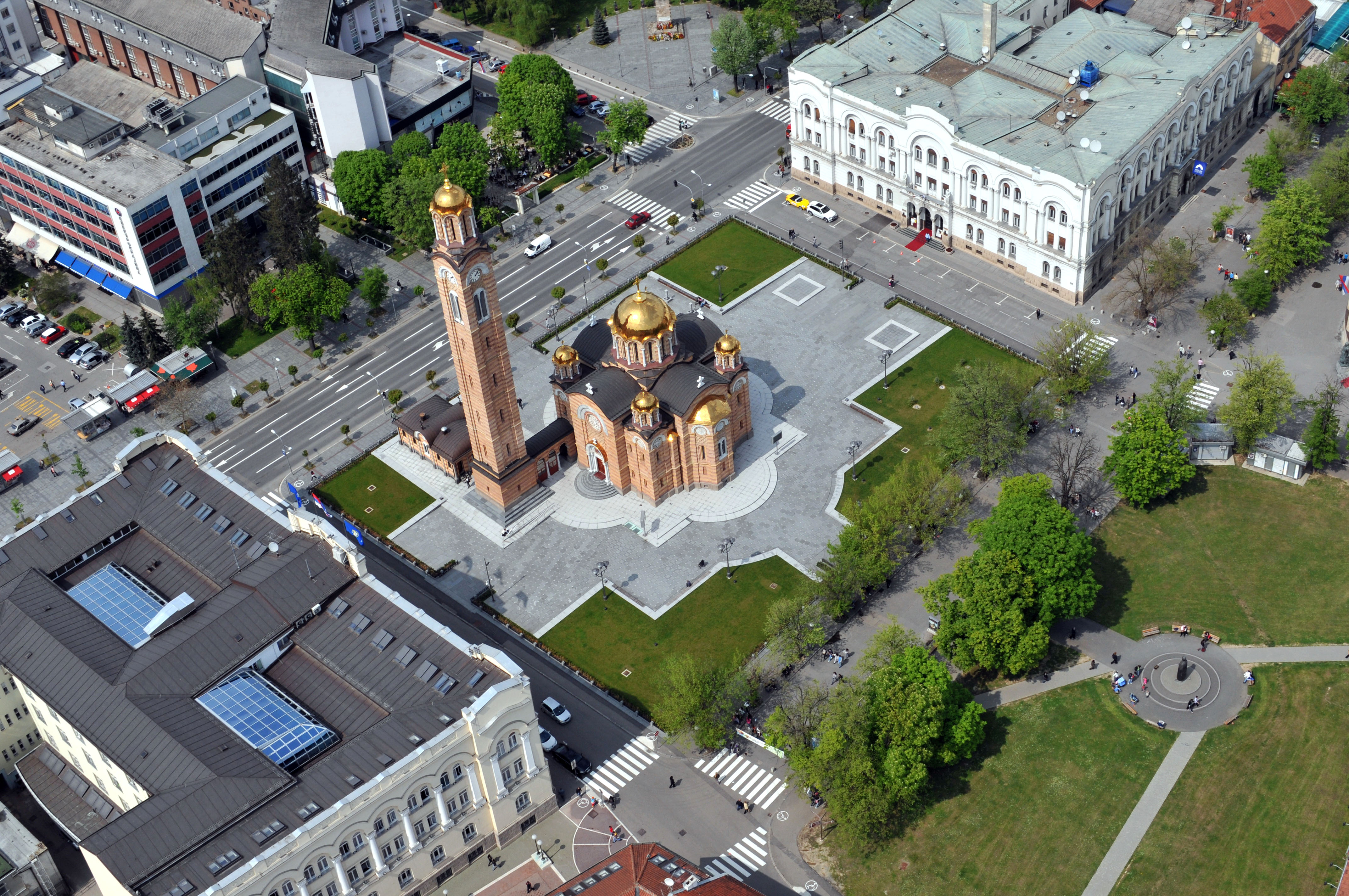
Blick auf die Kathedrale aus der Luft
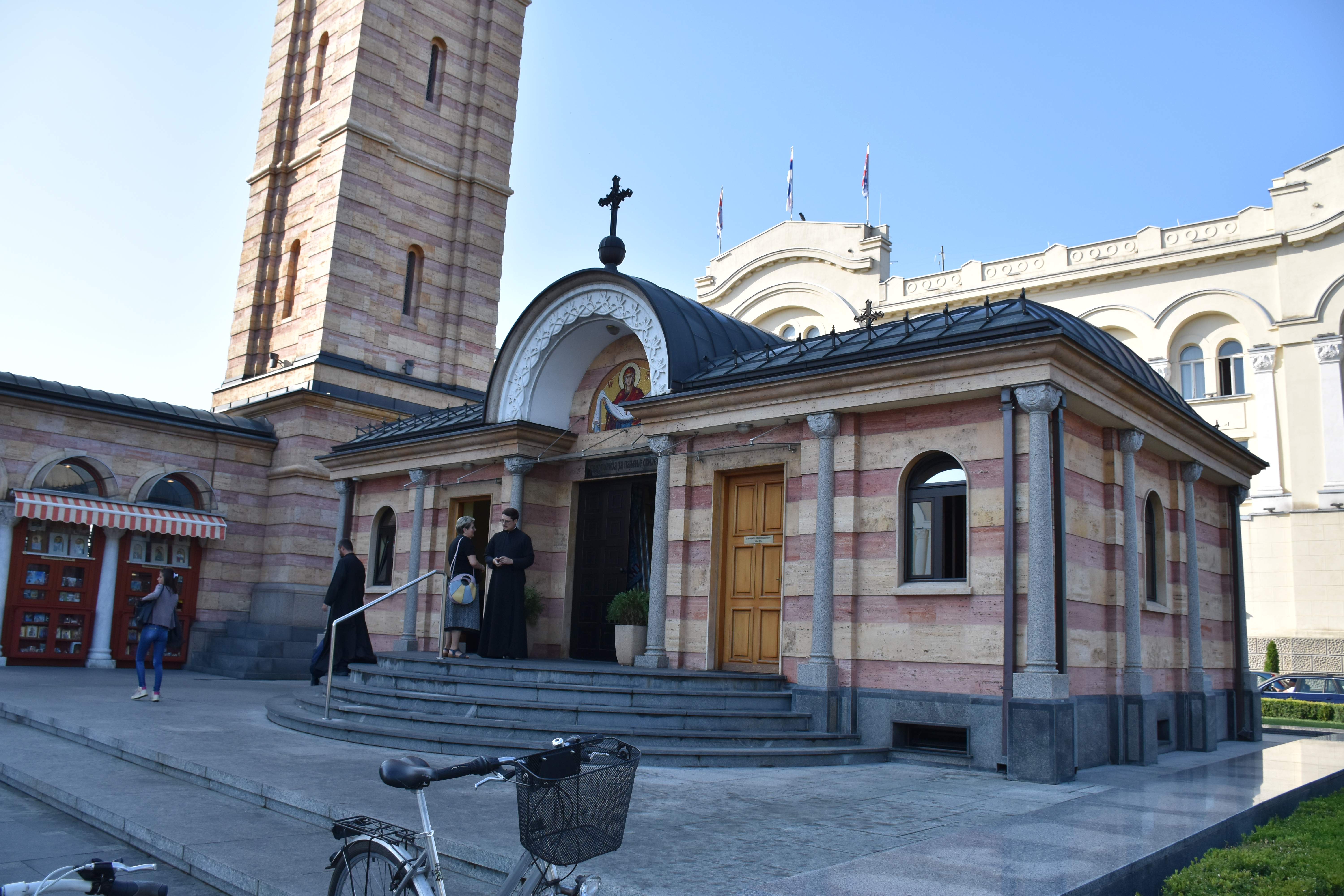
Kapelle zum Kerzen anzünden
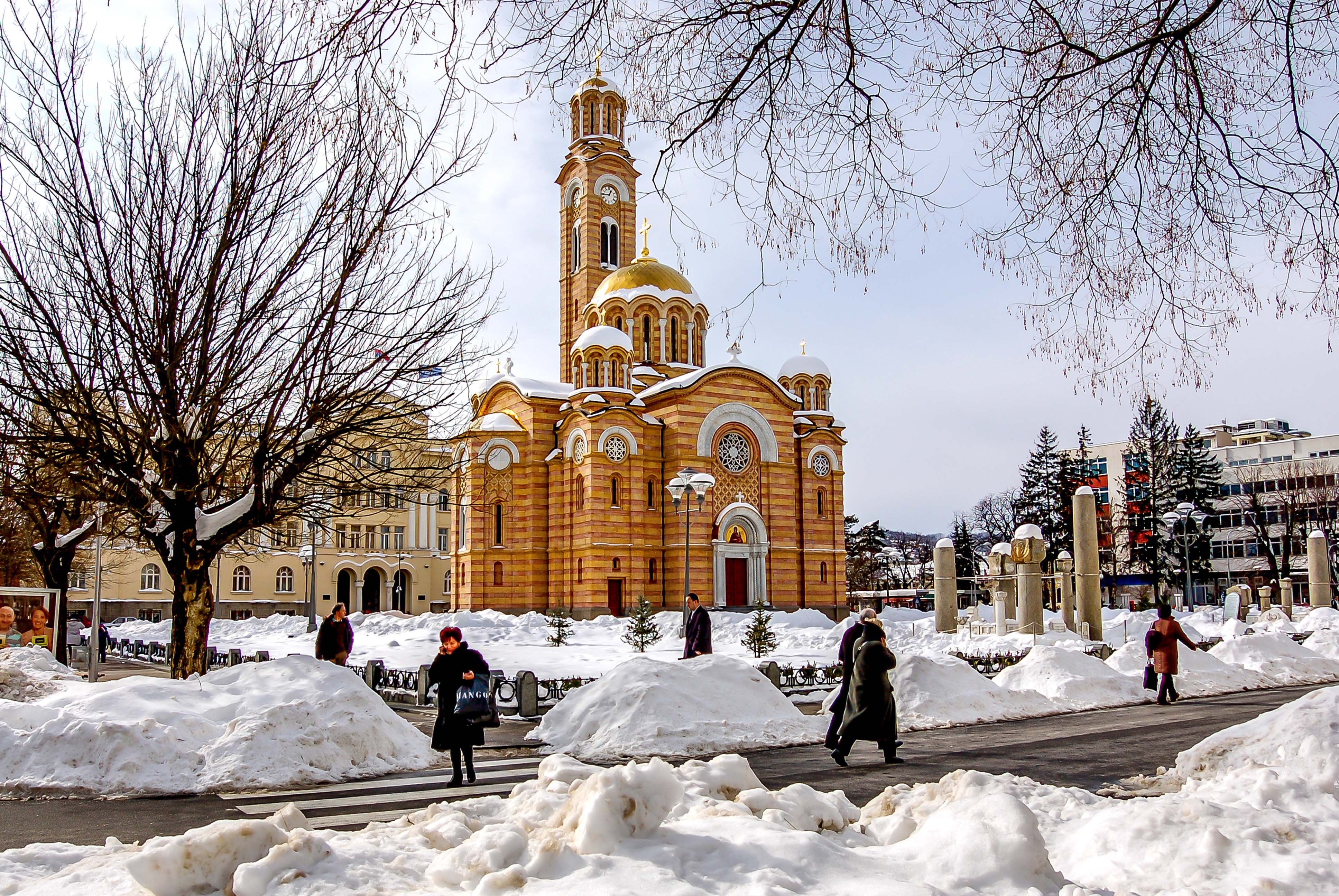
Die Kathedrale im Winter